# Лактионов, Пантелей Борисович
Пантелей Борисович Лактионов (1922—1944) — командир пулемётной роты 239-го гвардейского стрелкового полка 76-й гвардейской стрелковой дивизии, гвардии старший лейтенант, Герой Советского Союза.

## Биография
Родился 28 июня 1922 года в селе Новотроицкое Мариупольского уезда Донецкой губернии Украинской ССР (ныне Бердянского района Запорожской области Украины) в семье крестьянина.
После окончания школы работал в отделении милиции города Бердянск. Учился в Тбилисском инженерно-дорожном институте.
В 1940 году был призван в Красную Армию. Участвовал в войне с июня 1941 года. Сражался на Западном, Центральном, Брянском, 1-м Белорусском фронтах. В 1943 году Лактионов окончил курсы младших лейтенантов. Летом 1943 года получил тяжелейшие ранения и долго лечился в госпитале. После операции на черепе, грудной клетке и удаления глаза был признан негодным к воинской службе. Член ВКП(б) с 1943 года.
После того как Лактионов узнал, что многие его родственники были убиты фашистами, он скрыл от командования последствия ранений и вернулся на фронт, где был назначен командиром пулемётной роты 239-го гвардейского стрелкового полка, которым командовал подполковник М. Г. Горб, впоследствии описавший его подвиг в мемуарах. В дальнейшем на фронте постоянно терпел боли, доставляемые засевшими между рёбер и не извлечёнными в госпитале осколками.
14 января 1944 года дивизия ночным штурмом овладела городом Калинковичи Полесской (ныне Гомельской) области. Лейтенант Лактионов в этих боях проявил себя бесстрашным и умелым командиром. Также Лактионов в составе полка принимал участие в освобождении Белорусского и Украинского Полесья. Рота Лактионова последовательно закреплялась на перекрёстках просек, лесных троп, на полянах, прикрывала тылы и фланги батальона и устраивала засады против выходящих из окружения противников.
Весной 1944 года 239-й гвардейский стрелковый полк занял 40-километровый оборонительный рубеж по реке Припять севернее города Камень-Каширский. Отсюда в июле 1944 года бойцы начали новое наступление на запад.
17 июля 1944 года пулемётчики Лактионова в составе своего полка после артиллерийской подготовки прорвали оборону противника и на следующий день вышли к каналу Турски. Пулемётчики уничтожили до 30 и взяли в плен 11 гитлеровцев, захватили 6 повозок и 3 пулемёта. После разгрома противника на берегах канала воины преследовали его по направлению к городу Бресту. Они с ходу уничтожили неприятеля восточнее села Збунин южнее Бреста и 21 июля 1944 года вышли на государственную границу СССР.
В ночь на 22 июля 1944 года Лактионов во главе роты форсировал Западный Буг на правом фланге своего полка. Овладев с боем фольварком Подолянка, полк вплотную приблизился к железной и шоссейной дорогам Брест—Варшава, оказавшись в тылу брестской группировки противника. С помощью дымовых шашек пулемётчики Лактионова заняли оборону перед разъездом Милашевиче и огнём поддержали батальон в овладении этим разъездом.
На позиции батальона противником был обрушен шквал атак. В этот момент Лактионов был ранен осколками разорвавшегося снаряда, но не покинул поле боя и лично вёл стрельбу из пулемёта, заменив выбывший расчёт. Лактионов оборонялся до того момента, пока не закончились патроны, и был убит незадолго до прихода подкрепления.

## Награды
- Указом Президиума Верховного Совета СССР от 24 марта 1945 года за образцовое выполнение боевых заданий командования и проявленные при этом отвагу и геройство гвардии старшему лейтенанту Лактионову Пантелею Борисовичу посмертно присвоено звание Героя Советского Союза.
- Награждён орденами Ленина, Красной Звезды и медалями.

## Память
- Похоронен на Гарнизонном кладбище Бреста. На кладбище ему установлен обелиск, и одна из улиц названа в его честь.
- В селе Новотроицкое Бердянского района Запорожской области установлен бюст Героя, его именем названа центральная улица и Дом культуры.
- Именем П. Б. Лактионова названа улица в г. Малорита[1].